# BRAIDED
『BRAIDED』（ブレイデッド）は、SOULHEADの2枚目のアルバム。2004年4月28日発売。発売元はソニー・ミュージックアソシエイテッドレコーズ。

## 収録曲
1. BRAIDED-intro- (0:52)
イントロ
2. YOU CAN DO THAT (5:33) 
6thシングル。メナードイメージング
3. AT THE PARTY (4:25) 
後にシングルカット
4. Jiggy Uhh..pt.1-skit- (0:54) 
スキット
5. 告白 (4:11)
6. いつでも君のことを (5:12)
7. NO WAY  (3:52)  
7thシングル
8. A pretense of love (4:07)
9. I&I-interlude-  (0:34) 
インスト
10. Forgive me (5:04)
11. words of love (4:05) 
「YOU CAN DO THAT」収録
12. Jiggy Uhh..pt.2-skit-  (0:45)
スキット
13. D.O.G-album ver.- (4:27) 
「NO WAY」収録
14. STAY THERE (3:53)
15. FOR ALL MY LADIES (4:14)
16. Jiggy Uhh..pt.3-skit-  (0:56) 
スキット
17. このまま  (5:41)
18. GET UP!  (4:16) 
ボーナストラック。5thシングル。映画「ゲロッパ!」エンディングテーマ

全曲作詞作曲：SOULHEAD